# Moose Lake (Minnesota)
Moose Lake es una ciudad ubicada en el condado de Carlton en el estado estadounidense de Minnesota. En el Censo de 2010 tenía una población de 2751 habitantes y una densidad poblacional de 290,45 personas por km².

## Geografía
Moose Lake se encuentra ubicada en las coordenadas 46°27′3″N 92°45′35″O / 46.45083, -92.75972. Según la Oficina del Censo de los Estados Unidos, Moose Lake tiene una superficie total de 9.47 km², de la cual 8,46 km² corresponden a tierra firme y (10,72 %) 1,02 km² es agua.

## Demografía
Según el censo de 2010, había 2751 personas residiendo en Moose Lake. La densidad de población era de 290,45 hab./km². De los 2751 habitantes, Moose Lake estaba compuesto por el 79,24 % blancos, el 14,36 % eran afroamericanos, el 3,74 % eran amerindios, el 0,95 % eran asiáticos, el 0,55 % eran de otras razas y el 1,16 % eran de una mezcla de razas. Del total de la población el 3,96 % eran hispanos o latinos de cualquier raza.

## Personas destacadas
- Tab Murphy

## En la cultura popular
En la película Río Blu un Guacamayo de Spix (interpretado por Jesse Eisenberg) y su dueña Linda (interpretada por Leslie Mann) viven en esa ciudad